# Leptophoca
Genre
Synonymes
- Monatherium (Leptophoca)

Espèces de rang inférieur
- L. proxima (van Beneden, 1876)
- L. amphiatlantica Koretsky, Ray, and Peters, 2012.

Leptophoca est un genre fossile de phoques ayant vécu durant le Miocène dans l'Atlantique Nord.
Selon Paleobiology Database en 2023, le genre est resté monotypique et la seule espèce est L. proxima.

## Classification
Le genre Leptophoca est décrit par True en 1906,.

### Taxonomie
L'espèce Leptophoca lenis a été nommée en 1906 par le mammalogiste américain Frederick William True (1858-1914) à partir d'un humérus provenant de la formation de Calvert (en) du Maryland. Plus tard, Clayton Ray réfère "Prophoca" proxima de la région d'Anvers, en Belgique, à Leptophoca.

### Nomem dubium
La deuxième espèce nominale de Leptophoca, L. amphiatlantica, a été créée pour des spécimens trouvés des deux côtés de l'Atlantique Nord. Une étude publié en 2017 révéle que L. proxima et L. lenis représentent en fait la même espèce, faisant de L. proxima l'épithète de l'espèce type Leptophoca, mais les preuves de la validité de L. amphiatlantica ont été jugées faibles, faisant de L. amphiatlantica un nomen dubium au sein de Leptophoca.

### Publication originale
- (en) Frederick True, « Description of a new genus and species of fossil seal from the Miocene of Maryland », Proceedings of the United States National Museum, vol. 30, no 1475,‎ 1906, p. 835-840 (lire en ligne).